# Love, Fear and the Time Machine
Love, Fear and the Time Machine è il sesto album in studio del gruppo musicale polacco Riverside, pubblicato il 4 settembre 2015 dalla Inside Out Music.

## Tracce
Testi e musiche di Mariusz Duda, eccetto dove indicato.
1. Lost (Why Should I Be Frightened by a Hat?) – 5:51
2. Under the Pillow – 6:47
3. #Addicted – 4:52
4. Caterpillar and the Barbed Wire – 6:56
5. Saturate Me – 7:08
6. Afloat – 3:11
7. Discard Your Fear – 7:00
8. Towards the Blue Horizon – 8:09
9. Time Travellers – 6:41
10. Found (The Unexpected Flaw of Searching) – 4:03

Traccia bonus nell'edizione vinile
1. Promise – 2:44 (musica: Mariusz Duda, Piotr Grudziński, Michał Łapaj)

Day Session – CD bonus nell'edizione speciale
Musiche di Mariusz Duda, Piotr Grudziński e Michał Łapaj.
1. Heavenland – 5:00
2. Return – 6:50
3. Aether – 8:44
4. Machines – 3:54
5. Promise – 2:44

DVD bonus nella riedizione del 2016
1. Love, Fear and the Time Machine (Hi-Res Stereo and 5.1 Surround Mix) – 60:25
2. Day Session (Hi-Res Stereo Mix) – 27:12 (musica: Mariusz Duda, Piotr Grudziński, Michał Łapaj)
3. Videos – 8:49

## Formazione
Gruppo
- Mariusz Duda – voce, basso, chitarra acustica, ukulele
- Piotr Grudziński – chitarra
- Piotr Kozieradzki – batteria
- Michał Łapaj – tastiera, organo Hammond

Produzione
- Riverside – produzione
- Magda Srzedniccy – produzione, registrazione, missaggio, mastering
- Robert Srzedniccy – produzione, registrazione, missaggio, mastering

## Classifiche
| Classifica (2015)         | Posizione massima |
| ------------------------- | ----------------- |
| Austria                   | 58                |
| Belgio (Fiandre)          | 73                |
| Belgio (Vallonia)         | 51                |
| Francia                   | 130               |
| Germania                  | 18                |
| Paesi Bassi               | 4                 |
| Polonia                   | 2                 |
| Regno Unito               | 67                |
| Stati Uniti (heatseekers) | 7                 |
| Stati Uniti (independent) | 32                |
| Svizzera                  | 25                |